# Distretto di Kushkupir
Il distretto di Kushkupir (usbeco Qo`shko`pir) è uno dei 10 distretti della Regione di Xorazm, in Uzbekistan. Il capoluogo è Kushkupir (Qoshkopir).